# 1991 NR2
1991 NR2 är en asteroid i huvudbältet som upptäcktes den 12 juli 1991 av den amerikanske astronomen Henry E. Holt vid Palomar-observatoriet.